# Leyla: Hayat... Aşk... Adalet...
Leyla: Hayat... Aşk... Adalet... es una serie de televisión turca producida por Ay Yapım y emitida por NOW. La serie se desarrolla por Gökhan Horzum y dirigida por Hilal Saral. La producción es protagonizada por Cemre Baysel y Alperen Duymaz y cuenta con la participación de Gonca Vuslateri, Yiğit Kirazcı y Halil İbrahim Ceyhan. El primer episodio se emitió en 11 de septiembre de 2024. Es una adaptación de la exitosa telenovela brasileña de 2012, Avenida Brasil.

## Trama
La vida de la joven Leyla se desmorona cuando su padre, Hilmi, se casa con Nur, la hermosa joven que una vez cuidó de su difunta madre. Cegada por el amor, Hilmi no ve el tormento que la nueva madrastra de Leyla le inflige, convirtiendo su hogar en una pesadilla. Trágicamente, Hilmi se da cuenta demasiado tarde de que Nur no es quien parece, y paga su error con su vida. Sin hogar y sola, Leyla jura vengarse de la mujer que destruyó a su familia y le robó la vida. 
Años después, Leyla regresa bajo la apariencia de Ela, una talentosa chef contratada por Nur, quien ahora vive en el lujo con su nueva pareja, la ex estrella del fútbol Tufo. Pero las cosas se complican cuando Cino, el amor de infancia de Leyla, reaparece en su vida como Civan, el hijo adoptivo de Nur. Mientras la sed de venganza de Leyla choca con sus renovados sentimientos por Civan, secretos familiares enterrados durante mucho tiempo salen a la luz, obligando a todos a enfrentar los restos de su pasado.

## Reparto

### Personajes principales
| Actor / Actriz  | Personaje                 | Temp      | Temp      |           |
| Actor / Actriz  | Personaje                 | 1         | 2         |           |
| --------------- | ------------------------- | --------- | --------- | --------- |
| Cemre Baysel    | Leyla Yılmaz / Ela Karaca | Principal | Principal | Principal |
| Gonca Vuslateri | Nurgül "Nur" Yıldız       | Principal | Principal | Principal |
| Yiğit Kirazcı   | Mehmet Ali "Mali" Ertaş   | Principal | Principal | Principal |
| Berk Bakioğlu   | Eren Yıldırım             | Principal | Principal | Principal |
| Selçuk Yöntem   | Vedat Köroğlu             | Principal | Principal | Principal |
| Tuğrul Tülek    | Suat Köroğlu              | Principal | Principal | Principal |
| Aslı Orcan      | Firdevs Köroğlu           | Principal | Principal | Principal |
| Burcu Cavrar    | Dilara Köroğlu            | Principal | Principal | Principal |
| Gülper Özdemir  | Ahsen Köroğlu Demir       | Principal | Principal | Principal |
| Emre Taşkıran   | Murat Demir               | Principal | Principal | Principal |

### Personajes terminados
| Alperen Duymaz       | Civan Yıldız           | Principal  | Principal  | Principal |
| Halil İbrahim Ceyhan | Tufan "Tufo" Yıldız    | Principal  | Principal  | Principal |
| Gamze Karaduman      | Ferda Yıldız Ertaş     | Principal  | Principal  | Principal |
| Buse Sinem İren      | Ferda Yıldız Ertaş     | Principal  | Principal  | Principal |
| Meltem Baytok        | Hatice Yıldız          | Principal  | Principal  | Principal |
| Cengiz Bozkurt       | Selman Yıldız          | Principal  | Principal  | Principal |
| Meryem Mina Göktaş   | İpek Yıldız            | Principal  | Principal  | Principal |
| Zeyno Eracar         | Güzide "Kader" Ertaş   | Principal  | Principal  | Principal |
| Mustafa Avkıran      | Necmeddin "Neco" Ertaş | Principal  | Principal  | Principal |
| Dilara Aksüyek       | Serap Çimen            | Principal  | Principal  | Principal |
| Melisa Duru Ünal     | Leyla (niña)           | Principal  | Principal  | Principal |
| Ayaz Gülşen          | Cino / Civan (niño)    | Principal  | Principal  | Principal |
| Yasin Yamanol        | Kürşat (niño)          | Secundario | Secundario |           |
| Murat Serezli        | Melih Ersoy            | Secundario | Secundario |           |
| Seda Güven           | Arzu Ersoy             | Secundario | Secundario |           |
| Berfin Ant           | Ceren Ersoy            | Secundario | Secundario |           |
| Hande Subaşı         | Tuana                  | Secundario | Secundario |           |
| Meltem Pamirtan      | Sema Karaca            | Secundario | Secundario |           |
| Lilya İrem Salman    | Fidan                  | Secundario | Secundario |           |
| Yiğit Oruçoğlu       | Kürşat                 | Secundario | Secundario |           |
| Levent Meşe          | Yılmaz                 | Secundario | Secundario |           |

### Participación especial
| Actor / Actriz    | Personaje       | Episodio |
| ----------------- | --------------- | -------- |
| Uğur Aslan        | Hilmi Yılmaz    | 1, 6, 25 |
| Eylül Uğuz        | Nur (niña)      | 11-25    |
| Mustafa Can Savaş | Mali (niño)     | 17       |
| Günay Karacaoğlu  | Nermin          | 18-23    |
| Ilgın Çakır       | Umay            | 33-35    |
| Veda Yurtsever    | Handan Yıldırım | 35       |

## Producción
El 17 de octubre de 2023, se anunció que Globo (una cadena de televisión brasileña) había vendido los derechos de adaptación de la telenovela Avenida Brasil a la productora turca Ay Yapım (de éxitos como Amor Prohibido, Fatmagül, Amor Eterno y Secretos de Sangre) para producir la primera adaptación internacional de la producción. La asociación sin precedentes permite a Ay Yapım realizar algunos cambios, siempre y cuando se mantengan fieles a la trama principal de la serie. Estúdios Globo estará presente como consultor. El acuerdo fue celebrado con gran alegría por sus productores.
Angela Colla, directora de negocios internacionales y coproducciones de Globo, declaró: «Apostamos por la venta de formatos para acercar nuestras producciones a nuevos públicos y de diferentes maneras. Y este acuerdo con Ay Yapım lo refleja, mostrando al mercado que estamos abiertos a diversos modelos de negocio». Y añadió: «Ver uno de nuestros dramas más exitosos producido en una nueva versión será fascinante. Creemos en el potencial de esta adaptación, en su éxito en Turquía y en todo el mundo, y en que abrirá puertas a muchos futuros».
João Emanuel Carneiro, guionista de ‘Avenida Brasil’ y uno de los creadores de drama más aclamados de Latinoamérica, también celebró el acuerdo. «Es un placer saber que la primera adaptación de ‘Avenida Brasil’ tendrá lugar en un país amante de las telenovelas y que se ha consolidado como uno de los productores y exportadores más prolíficos de este género en el mundo, al igual que mi país».
Kerem Çatay, CEO de Ay Yapım, declaró: «Estamos muy emocionados de producir y crear la primera versión de esta gran historia. Estoy seguro de que será el próximo éxito que dará la vuelta al mundo una vez más. Creo que unir fuerzas en esta nueva aventura traerá muchas nuevas oportunidades en el futuro».
Ateş İnce, director general de Madd Entertainment, declaró: «Madd ya cuenta con una trayectoria demostrada de títulos impactantes que atraen al público a todas las pantallas. Y ahora, con la adaptación turca de 'Avenida Brasil', tendremos más que ofrecer. Generará mucho entusiasmo en el mercado. Formar parte de una colaboración tan importante entre Globo y Ay Yapım también es un privilegio para nosotros».
El 19 de mayo de 2023, se anunció que la directora Hilal Saral fue elegida para dirigir la nueva serie Ay Yapım, que es la versión turca de la serie brasileña Avenida Brasil.
Las grabaciones de la producción comenzaron en el día 21 de julio de 2024.
El 17 de septiembre de 2024, se anunció que el músico y compositor Toygar Işıklı (responsable por las músicas de las producciones de Ay Yapım) estaba a cargo de la banda sonora de la serie.
El 24 de mayo de 2025, se reveló que el actor Alperen Duymaz, quien interpreta al personaje Civan, dejaría la serie en el capítulo 35 y en ese mismo episodio habría un salto temporal con solo los personajes Leyla, Nur y Mali permaneciendo en la producción.
El 26 de mayo de 2025, se reveló que 7 nuevos personajes ingresarían a la serie, el primer actor Selçuk Yöntem interpreta a un padre de 3 hijos interpretados por Tuğrul Tülek, Burcu Cavrar y Gülper Özdemir, la esposa del personaje de Tuğrul es interpretada por Aslı Orcan y el yerno de la casa es interpretado por Emre Taşkıran. La actriz Veda Yurtsever hace una aparición especial en el episodio 35 como la hermana mayor de Nur. El joven actor Berk Bakioğlu interpreta al sobrino del personaje de Selçuk Yöntem.
El 2 de junio de 2025 se reveló que la serie cambiaría su día de transmisión de los miércoles a los domingos.

## Curiosidades
La ficción es un proyecto pionero ya que es la primera adaptación turca de una producción brasileña.
La serie se tituló provisionalmente "Hayat Hırsızı" (Ladrona de Vidas). Meses después se lanzó un nuevo título:  "Leyla". Poco tiempo después se anunció que su título oficial sería "Leyla: Hayat... Aşk... Adalet..." (Leyla: Vida... Amor... Justicia...). 
El 16 de agosto de 2024 se publicó el primer tráiler de la serie, en el que se aprecian similitudes con la versión original.

## Temporadas
| Temporada | Temporada | Episodios | Rango de episodios | Emisión original         | Emisión original    |
| Temporada | Temporada | Episodios | Rango de episodios | Inicio                   | Final               |
| --------- | --------- | --------- | ------------------ | ------------------------ | ------------------- |
|           | 1         | 38        | 1 - 38             | 11 de septiembre de 2024 | 29 de junio de 2025 |
|           | 2         |           |                    |                          |                     |

## Músicas
- Canciones

| N.º     | Título                           | Escritor(es)                    | Duración |  |
| 1.      | «Kız Leyla»                      | Sertab Erener                   | 4:01     |  |
| 2.      | «Çakkıdı»                        | Sezen Aksu                      | 3:47     |  |
| 3.      | «Aman»                           | Sadık Karan                     | 3:51     |  |
| 4.      | «Durum Leyla»                    | Aysegül Aldinç y Gökhan Türkmen | 4:36     |  |
| 5.      | «O Günler»                       | Selda Bağcan                    | 3:36     |  |
| 6.      | «Para Bizde»                     | Rumeli Orhan / Kemal            | 3:01     |  |
| 7.      | «Kol Düğmeleri»                  | Barış Manço                     | 4:14     |  |
| 8.      | «Deli Kan»                       | Melike Şahin                    | 4:08     |  |
| 9.      | «Yıldızların Altında»            | Santi & Tuğçe y Tuğçe Kurtiş    | 6:09     |  |
| 10.     | «Akrabalarım Nasılsınız»         | Gizo                            | 2:12     |  |
| 11.     | «O Benim Dünyam»                 | Pera                            | 3:21     |  |
| 12.     | «Raqset Habibi»                  | Haitham Al Hamwi                | 3:02     |  |
| 13.     | «Cilveli - Instrumental»         | Trakia Ensemble y Serkan Çağrı  | 3:55     |  |
| 14.     | «İyi Ki Sen»                     | Şenol Evgi HD                   | 2:29     |  |
| 15.     | «Kül»                            | Cem Adrian y Mark Eliyahu       | 4:54     |  |
| 16.     | «Aldanman Çocuksu Mahsun Yüzüne» | Şahin Kendirci                  | 4:30     |  |
| 17.     | «Ayva Çiçek Açmış»               | Hurşid Yenigün y Grubu          | 9:31     |  |
| 18.     | «Yok Sayılamaz Kurallar»         | Görko                           | 2:44     |  |
| 19.     | «İnce Buz Üstünde Yürüyorum»     | Cem Adrian y Şebnem Ferah       | 6:08     |  |
| 1:20:00 |                                  |                                 |          |  |

- Instrumental

| N.º     | Título                                   | Escritor(es)  | Duración |  |
| 1.      | «Leyla Jenerik Müziği»                   | Toygar Işıklı | 1:44     |  |
| 2.      | «Hikaye Yeni Başlıyor pt. II»            | Toygar Işıklı | 1:39     |  |
| 3.      | «Sen Hep Vardın»                         | Toygar Işıklı | 2:16     |  |
| 4.      | «Kurtulamıyorum»                         | Toygar Işıklı | 2:08     |  |
| 5.      | «Eskisi Gibi / Leyla-Civan»              | Toygar Işıklı | 1:16     |  |
| 6.      | «Oyun İçinde Oyun / Nur»                 | Toygar Işıklı | 2:22     |  |
| 7.      | «Masum Çocuklardık»                      | Toygar Işıklı | 1:17     |  |
| 8.      | «Yine Güneşim OI»                        | Toygar Işıklı | 1:33     |  |
| 9.      | «Herkes Tuzağıma Düşecek / Nur»          | Toygar Işıklı | 3:14     |  |
| 10.     | «Elimi Tut / Leyla-Cino»                 | Toygar Işıklı | 1:12     |  |
| 11.     | «Anne Kokusu»                            | Toygar Işıklı | 3:08     |  |
| 12.     | «Av Zamanı»                              | Toygar Işıklı | 2:58     |  |
| 13.     | «Beni Bu Acıdan Kurtarın / Civan»        | Toygar Işıklı | 2:13     |  |
| 14.     | «Masumiyet Karanlığı»                    | Toygar Işıklı | 0:43     |  |
| 15.     | «Hikaye Yeni Başlıyor / Nur-Civan-Leyla» | Toygar Işıklı | 7:24     |  |
| 16.     | «Güç Savaşı»                             | Toygar Işıklı | 2:06     |  |
| 17.     | «Dokunuş»                                | Toygar Işıklı | 2:09     |  |
| 18.     | «Kokunu Duymak»                          | Toygar Işıklı | 1:52     |  |
| 19.     | «Plan»                                   | Toygar Işıklı | 1:11     |  |
| 20.     | «Kurtulamıyorum / Leyla»                 | Toygar Işıklı | 1:46     |  |
| 21.     | «Evden Uzak»                             | Toygar Işıklı | 2:55     |  |
| 22.     | «Sen Hep Vardın - piyano versiyon»       | Toygar Işıklı | 2:50     |  |
| 23.     | «Her şey Değişir Ben Değişmem»           | Toygar Işıklı | 1:22     |  |
| 24.     | «Kara Kutu / Neco»                       | Toygar Işıklı | 1:17     |  |
| 25.     | «Sızı / Tufan-Serap»                     | Toygar Işıklı | 1:56     |  |
| 26.     | «Yine Güneşim OI - piyano versiyon»      | Toygar Işıklı | 1:33     |  |
| 27.     | «Küçük bir Tebessüm İstiyorum Senden»    | Toygar Işıklı | 1:25     |  |
| 28.     | «Beni Bırakma»                           | Toygar Işıklı | 2:09     |  |
| 29.     | «Köstebek»                               | Toygar Işıklı | 1:38     |  |
| 30.     | «Üzgünüm ama Çok Zor»                    | Toygar Işıklı | 1:30     |  |
| 31.     | «Eskisi Gibi»                            | Toygar Işıklı | 1:27     |  |
| 32.     | «Yangın Yeri»                            | Toygar Işıklı | 4:12     |  |
| 33.     | «Bir İhtimal»                            | Toygar Işıklı | 1:25     |  |
| 1:09:00 |                                          |               |          |  |

## Emisión Internacional
| País  | Canal | Título Local | Estreno             | Final    | Hora  |
| ----- | ----- | ------------ | ------------------- | -------- | ----- |
| Chile | Mega  | Leyla        | 21 de julio de 2025 | presente | 23:25 |

## Versiones
- Avenida Brasil (2012)

Una telenovela brasileña producida y emitida por TV Globo, creada y escrita por João Emanuel Carneiro, es protagonizada por Débora Falabella y Cauã Reymond, y conta con Adriana Esteves, Marcelo Novaes y Murilo Benício.